# Eupithecia lugubris
Eupithecia lugubris là một loài bướm đêm trong họ Geometridae.